# Aquila (porte-avions)
Pour les articles homonymes, voir Aquila.
L'Aquila était un porte-avions italien converti à partir du paquebot transatlantique SS Roma pendant la Seconde Guerre mondiale. Sous la direction du général ingénieur Sigismondi, les travaux commencent en juillet 1941 et le bâtiment est presque entièrement reconstruit. Les travaux doivent durer 15 mois. En septembre 1943, lors de l'armistice, l'Aquila est achevé à 90 %. Sabordé par son équipage pour éviter sa capture par les Allemands, il est démantelé en 1952.

## Genèse
Dès 1932, avec la dégradation des relations internationales, l'Ingénieur général du génie maritime Sigismondi commença discrètement l'étude de la conversion d'un navire de commerce en porte-avions. La construction des porte-avions n'était pas encore à l'ordre du jour car le Duce avait proclamé que l'Italie était un porte-avions insubmersible et car l'emploi estimé non nécessaire de porte-avions dans un bassin restreint comme la Méditerranée où, pensait-on, l'escadre pouvait être protégée par des avions basés à terre.
Cinq années furent gaspillées, l'Italie entra donc en guerre sans porte-avions et ressentit durement, par la suite, son infériorité face à son ennemi anglais en Méditerranée.
Les défaites infligées par les britanniques lors de la bataille du Gaudo et du cap Matapan en 1941 font prendre conscience aux italiens du potentiel des porte-avions et l'on décide d'urgence la construction de ce type de bâtiment.

## Conception et construction

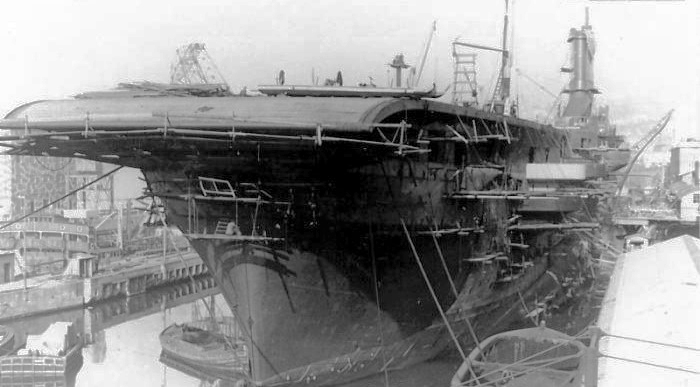
LAquila en construction à Gênes en 1943.

En juillet 1940, le paquebot SS Roma de 23 000 tonnes est réquisitionné par la Regia Marina. C'était un navire vieillissant et qui donnait de moins en moins satisfaction à son armateur en raison de sa faible vitesse de 20 nœuds et de sa grande consommation de mazout. À première vue, ce choix pouvait paraître mauvais puisqu'il existait alors des paquebots beaucoup plus performants. Mais les récents Rex et Conte di Savoia étaient conservés pour une utilisation immédiate après guerre. De plus, il était d'abord prévu de le convertir en simple porte-avions auxiliaire avant d'en faire un porte-avions d'escadre.
La conversion débute en juillet 1941 aux chantiers Ansaldo de Gênes au cours duquel il est renommé Aquila en février 1942. Les superstructures sont rasées et les aménagements internes sont modifiés pour accueillir le nouveau système de propulsion.

### Coque
Sa conversion devait donner un navire avec une faible protection due en grande partie à la solidité douteuse de la coque d'origine civile. Le pont d'envol ne devait pas être blindé. Seul un blindage de 60 à 80 mm était prévu pour les soutes à munitions et à combustible. La timonerie étaient protégée par 30 mm. La protection sous-marine était originale puisqu'elle était constituée d'une paroi de ciment armé de 60 à 80 cm d'épaisseur coulée entre la coque et la contre-carène. Ce système avait été installé sur les 2/3 de la longueur de la coque et émergeait nettement tout en descendant très profondément, plus bas que la carène. La contre-carène avait aussi une autre fonction. Elle devait, en effet, améliorer la pénétration dans l'eau de la coque. La largeur de la coque passa donc de 25 à 29 mètres. Les trois plus basses lignes de hublots furent obturés définitivement.

### Machines
L'ensemble propulsif original fut entièrement débarqué et remplacé par quatre ensembles moteurs provenant des croiseurs Cornelio-Silla et Paolo-Emilio de la classe Capitani Romani, alors en construction. L'appareil évaporatoire était constitué de huit chaudières produisant de la vapeur surchauffée dont la pression atteignait 29 kg/cm2 et une température de 320 °C. Les machines devaient développer 53 150 ch par arbre, ce qui aurait assuré au navire une vitesse de 30 nœuds à 310 tours par minute. Les hélices comportaient quatre pales d'un diamètre de 3,90 mètres et 2 pas différents: 3,80 mètres pour les externes et 3,65 mètres pour les internes. Pour réduire les risques en cas de torpillage ou d'explosion de mine, quatre locaux distincts et séparés par des doubles cloisons étanches furent installées et regroupant chacun la chaudière et les machines spécifiques à un arbre. Chaque groupe moteur était donc séparé des autres. Cette disposition originale était due à l'Ingénieur général du génie maritime Modugno. Ceci avait aussi l'avantage de raccourcir les circuits d'eau, de vapeur et de lubrification, tout en rendant la surveillance des machines plus aisée. La capacité des soutes en mazout était de 2 800 tonnes. Elles assuraient 4 150 milles à 18 nœuds et 1 210 milles à 29 nœuds. En surcharge, avec 3 600 tonnes de mazout, l'autonomie devait être de 5 500 milles à 18 nœuds et 1 580 milles à 29 nœuds.

### Pont d'envol
Le pont d'envol, seulement composé d'une plaque de blindage de 7,6 cm posée sur les soutes à essence et des magasins, mesurait 211,6 mètres de long sur 25,20 mètres de large. Il se trouvait à 16,20 mètres au-dessus de la flottaison et à 23,5 mètres au-dessus de la quille. Ses dix mètres les plus en arrière étaient inclinés de 8° pour faciliter les appontages. Sous ce pont se trouvaient les quatre hangars, isolables par des cloisons pare-feu. Deux ascenseurs de 15 mètres et d'une capacité de 5 tonnes équipaient le bâtiment : l'un devant l'îlot et l'autre au droit de la cheminée. Deux catapultes à air comprimé Demag, offertes par les Allemands, pouvaient chacune lancer un avion toutes les 30 secondes. Elles étaient installées parallèlement l'une à l'autre à l'extrémité avant du pont d'envol. Les Italiens obtinrent en outre les ascenseurs ainsi que les dispositifs d'arrêt prévus pour le Flugzeuträger B allemand. Quatre brins d'arrêt étaient prévus.

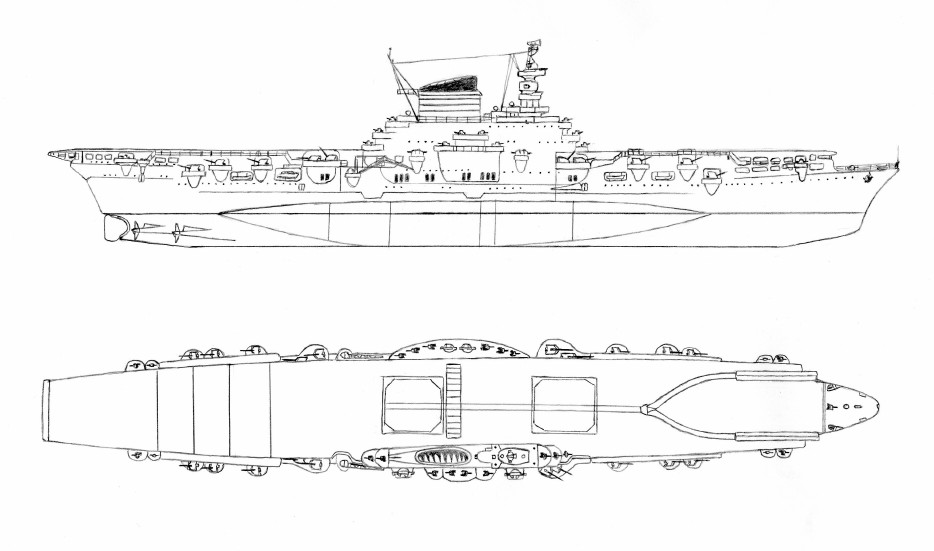
Porte-avions Aquila

Un ensemble de rails menait vers l'arrière des catapultes depuis les ascenseurs (et les hangars). Lors des lancements assistés par catapulte, les avions auraient été hissés dans le hangar sur un chariot de catapulte pliable portable, levé par ascenseur jusqu'au niveau du pont d'envol, puis  poussés vers l'avant par rails jusqu'au point de catapultage. Ce système était le même que celui utilisé sur le Graf Zeppelin.

### Armement
L'armement devait comporter huit canons de 135 mm antiaériens (élévation de 45°) en encorbellement commandés au départ pour les croiseurs de la classe Capitani Romani et 132 canons de 20 mm en vingt-deux affûts sextuples. Il était prévu de monter 12 canons de 65 mm antiaériens en encorbellement, en dessous du niveau du pont d'envol (six de chaque côté de la coque). Cependant, ce canon - équipé d'un alimentateur automatique d'une vitesse de 20 tours par minute - n'a jamais dépassé le stade de prototype.

### Avions
En novembre 1942, une grosse partie des travaux est achevée et on commence les premiers essais d'aviation notamment d'appontage avec des SAIMAN 200 (en), des Fiat G.50 Freccia et des Reggiane Re.2001. L'aviation devait comprendre au maximum 66 avions. La dotation normale étant de 51 avions : 26 dans les hangars et 25 suspendus. Au cours des essais, un seul type d'avion est prévu, en l’occurrence le Reggiane 2001 à ailes fixes.

### Électronique
La détection électromagnétique était prévue sur l'Aquila avec un exemplaire du Gufo EC III. Ce dernier devait être monté tout en haut de l'îlot et pouvait pivoter sur 360°. Toutefois, il ne put être monté à temps.

### Équipage
L'équipage devait être composé de 65 officiers et 1 110 matelots pour la Marine et de 43 officiers et 202 aviateurs pour l'Aviation.

## Historique
En 1942, dès que les alliés prirent pied en Afrique du nord, les travaux furent perturbés par des bombardements. Novembre 1942 fut marqué par l'explosion d'une bombe incendiaire qui retarda les travaux de plusieurs semaines. Il est alors mieux camouflé, le long d'un quai du bassin Boccardo, dans le prolongement du croiseur Cornelio-Silla, dont la construction avait été interrompue.
Le 8 septembre 1943, lors de l'armistice, l'Aquila est achevé à 90 % et il est prêt pour ses essais en mer. L'Italie cesse de se battre et l'Aquila n'a donc plus d'utilité.
Il est alors saboté par son équipage pour éviter sa capture par les Allemands. Saisi par les Allemands, il est endommagé le 16 juin 1944 par un bombardement allié.
À la fin du conflit, les Allemands s’apprêtaient à le placer à l'entrée du port de Gênes pour y bloquer l'usage. Toutefois, le 19 avril 1945, les nageurs de combat Conte et Marcolini, du Xe Flottiglia MAS, pilotant une torpille humaine, attaquèrent le navire. Ils placèrent néanmoins leur charge trop loin de la quille et l'Aquila ne fut pas coulé. Le porte-avions fut donc placé à l'entrée du bassin de Sampierdarena.

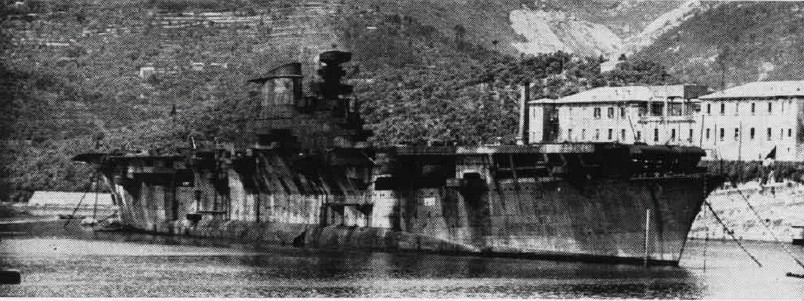
LAquila à La Spezia en juin 1951.

Renfloué en 1946, l'Aquila a ensuite été remorqué à La Spezia en 1949. Plusieurs hypothèses furent alors étudiées. On envisagea son utilisation comme porte-avions dans la Regia Marina d'après guerre. Une autre piste étudiée fut celle d'une nouvelle conversion en navire civil. On a aussi pensé de s'en servir comme centrale électrique à quai. Toutefois, le traité de Londres contraint l'Italie à compenser les pillages de Toulon, ce qui scella le sort de l'Aquila. Il fut rayé des listes de la Regia Marina le 13 mai 1947 avec effet rétroactif au 8 septembre 1943.
Il n'est démoli à La Spezia qu'en 1952.